# Mount Vance
Mount Vance ist ein 840 m hoher Berg nahe der Ruppert-Küste des westantarktischen Marie-Byrd-Lands. Er ragt in den Ickes Mountains zwischen Mount LeMasurier und Mount McCrory auf.
Der United States Geological Survey kartierte ihn anhand eigener Vermessungen und Luftaufnahmen der United States Navy aus den Jahren von 1959 bis 1965. Das Advisory Committee on Antarctic Names benannte ihn 1966 nach Dale Lines Vance (* 1938), Ionosphärenphysiker auf der Byrd-Station 1963 und US-Austauschwissenschaftler auf der sowjetischen Wostok-Station im Jahr 1971.